# Papierfilm
Als Papierfilm bezeichnet man einen fotografischen Film mit Papier als Schichtträger für die lichtempfindliche fotografische Emulsion.

## Geschichte und Entwicklung
Sowohl bei den frühen fotografischen Verfahren von Thomas Wedgwood und Joseph Nicéphore Nièpce (18. und Anfang des 19. Jahrhunderts; Positiv-Verfahren), als auch bei den bereits weiter entwickelten Negativ-Verfahren (Frederick Scott Archers und Le Grays Kollodium-Nassplatte, 1850/51; Maddox’ Gelatine-Trockenplatte, 1871) wurden beschichtete Glas- bzw. Kupferplatten verwendet.
William Henry Fox Talbot verwendete dagegen bereits bei seinen Experimenten zur Entwicklung eines Negativ-Verfahrens mit Chlor getränktes Papier (um 1835); die Kalotypie-Originale erwiesen sich jedoch als vergleichsweise unscharf.
Auch bei dem Verfahren von Carl August von Steinheil (1839) wurden die Negative auf Chlorsilberpapier festgehalten; um ein Positiv zu erhalten, nahm Steinheil sie mit seiner Kamera einfach nochmals auf.
Blanquard-Evrard verbesserte um 1850 das Albumin-Verfahren und auch er ersetzte die Glasplatte durch Papier; dieses Kopiermaterial war das erste industriell gefertigte Kopierpapier und wurde bis zum Beginn des 20. Jahrhunderts verwendet.
Als Erfinder des Papierfilms wird häufig George Eastman genannt, was jedoch nicht korrekt ist; Eastman stellte erstmals 1884 einen mit Gelatine beschichteten Rollfilm vor, den so genannten Stripping-Film. Dabei wurde die Gelatineschicht nach der Belichtung abgezogen und auf eine Glasplatte übertragen; mit diesem Filmtyp arbeitete beispielsweise die Kodak Nr. 1.
Papier als Träger erwies sich jedoch in der Weiterverarbeitung als nicht besonders praktisch, daher ersetzte Eastman das Trägermaterial durch das Zelluloid; das Produkt wurde unter der Bezeichnung American Film, ein Zelluloidfilm, ab 1891 vermarktet.
Papierfilme tauchten in Deutschland überraschend 1943, also mitten im Zweiten Weltkrieg, auf, als Fronturlauber Rollfilme unbekannter Herkunft mitbrachten. Zu den Quellen dieser Filme gehörte beispielsweise der Papierfilm-Vertrieb Wien, der das ungewohnte Material begründete mit der „kriegsbedingten Materialknappheit an Celluloidfilmen“.

## Röntgenfotografie
Als Papierfilm bezeichnet man auch spezielle Filme für die Fotografie mit Röntgenblitzröhren wie den Polaroid-Papierfilm 803.